# Afu-Ra
Aaron Phillip, més conegut com a Afu-Ra, és un raper de Nova York.

## Biografia
Va entrar en l'escena del hip-hop com a membre de Gang Starr Foundation, juntament amb rapers com Jeru the Damaja, Big Shug i Group Home. La seva primera aparició va ser en l'àlbum clàssic de Jeru The Damaja de 1994 titulat The Sun Rises in the East, en la cançó "Mental Stamina" i en una breu aparició en el vídeo del tema "D Original". Va aparèixer de nou en el segon àlbum de Jeru, Wrath of the Math, a "Physical Stamina", i com acompanyant de Jeru en el vídeo de la cançó "Ya Playin' Yaself" el 1996.
El single debut de Afu-Ra, "Whirlwind Thru Cities", va ser llançat el 1998, aconseguint el Top 20 en la llista Hot Rap Singles de Billboard. El 1999 va llançar un altre single, "Defeat b/w Mortal Kombat". El seu anticipat àlbum debut, Body of the Life Force, va veure la llum l'octubre de 2000. El disc va comptar amb produccions de part del millor del hip-hop, com a DJ Premier, DJ Muggs, True Màster i Da Beatminerz. En les col·laboracions s'inclouen a GZA, Masta Killa, MOP, Ky-Mani Marley i Cocoa Brovaz. "Whirlwind Thru Cities", "Defeat" i "Mortal Kombat" van ser inclosos, així com altres cançons destacades com "Equality", "Big Acts, Little Acts" i "D&D Soundclash".
El seu segon treball, Life Force Ràdio, va ser llançat el maig de 2002, amb produccions de DJ Premier, Curt Cazal, True Màster, Easy Mo Bee, Needlez, Domingo i Ayatollah, i col·laboracions de Guru, Big Daddy Kane, RZA i Teena Marie.
El 2004, va publicar un àlbum compilació anomenat Afu-Ra Presents Perverted Monks, i el 2005 va tornar amb State of the Arts. DJ Premier va produir el tema "Sucka Free". Masta Killa va aparèixer en "Livin 'Like Dat", i Royce da 5'9 en "Push". Afu publicà un altre àlbum compilació el 2009 amb el millor de la seva carrera i el més nou que ha fet és el vídeo del seu tema clàssic "Whirlwind True Cities".

## Discografia
- Body of the Life Force (2000)
- Life Force Radio (2002)
- Perverted Monks (2004)
- State of the Arts (2005)